# Toljatti
Toljatti (rusky Толья́тти s výslovností  [tɐˈlʲjætʲɪ]IPA) je město v Rusku.
Leží asi 810 km východně od Moskvy na levém břehu řeky Volhy naproti místu, kde pahorkatina Žiguli odklání tok řeky k východu. Ve městě žije přibližně 668 tisíc obyvatel. Jde o druhé největší město Samarské oblasti. 

## Historie

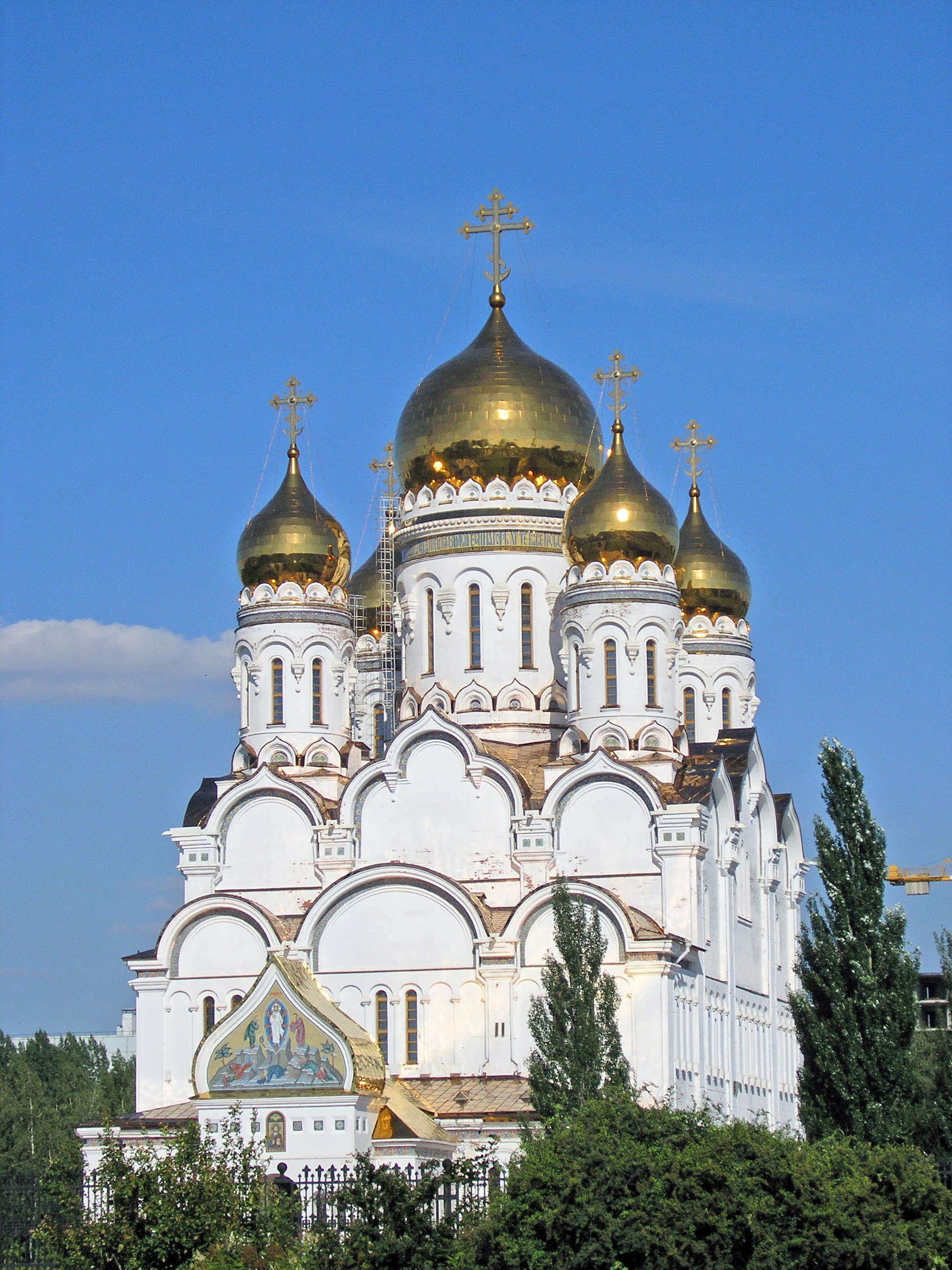
Toljattská pravoslavná Preobraženská katedrála

### Založení a název
Město bylo založeno roku 1737 pod názvem Stavropol na Volze (Ста́врополь-на-Во́лге) nebo Stavropol volžský (Ста́врополь-Во́лжский). Název města byl odvozen z řeckého termínu Σταυρούπολη - Stavropolis, což znamená Město kříže. Město založil ruský státník a reformátor Vasilij Nikitič Tatiščev jako ruskou pevnost proti kočovníkům, zejména Kalmykům, s cílem přesídlit je na východ.
V letech 1951–1955 muselo být město přemístěno, jelikož na jeho místě byla projektována budoucí samarská či Kujbyševská přehrada. Roku 1964 bylo město přejmenováno na Togliatti po zesnulém italském komunistickém vůdci Palmiru Togliattim. 

## Průmysl
Město je hlavním střediskem ruského automobilového (AvtoVAZ, Lada Zapad Togliatti) a chemického průmyslu (Togliattiazot, KuibyshevAzot, Togliattikauchuk). 
Automobilka AvtoVAZ, jejíž vozy byly v Československu prodávány pod značkou Žiguli a v zahraničí jako Lada, je největší v Rusku a celé východní Evropě. Podnik vznikl ještě jako licenční závod Fiatu na začátku 70. let. Dnes spolupracuje s koncernem General Motors a v rámci společného podniku GM-AvtoVAZ byla v roce 2002 zřízena nová výrobní linka, produkující automobily pod značkou Chevrolet. Každoročně se v Togliatti vyrobí přes milion automobilů. 

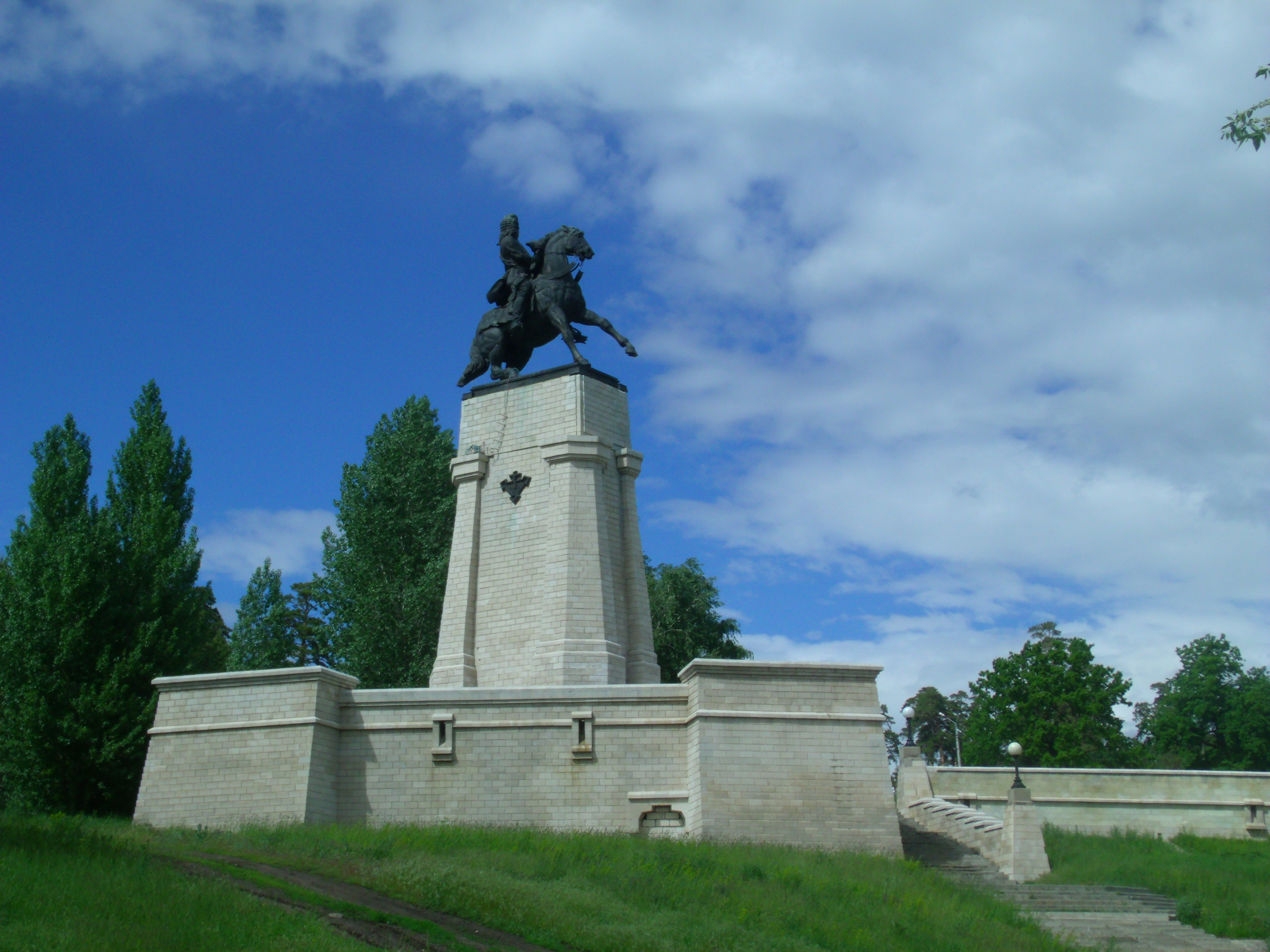
Tatiščevův pomník

## Kultura a školství
- Město má dvě muzea, divadla, městský symfonický orchestr, konzervatoř a filharmonický spolek,
- pět vysokých škol, z nichž nejstarší je Státní Univerzita v Togliatti. Působí zde několik výzkumných ústavů.

## Památky a turistické cíle
- Klášter Zvěstování  (rusky Благовещенский скит) - pravoslavný klášter s kostelem ve vsi Fjodorovka, postaven kolem roku 1880; jediná památka, která při zatopení oblasti jezerem přehrady zůstala stát těsně nad hladinou. V 80. letech 20. století byl rekonstruován.
- Nejstarší stavby přestěhovaného města pocházejí z let 1951-1957ː Jsou to věž vodárny, železniční nádraží, radnice, kino a budova školy č.1, v níž nyní sídlí střední všeobecně vzdělávací škola.
- Jezdecký pomník Vasilije Tatiščeva (zakladatele města), tvoří bronzová socha jezdce, jehož kůň se vzpíná na citadele pevnosti, architektury pobořené za druhé světové války a posléze zatopené vodou přehrady. Socha o výšce 7,5 metrů byla odlita po částech a smontována na místě roce 1998, některé díly byly vyrobeny v Česku. Podstavec z vápencových bloků má výšku 14 metrů, v soklu má pamětní síň. Autorem díla je sochař Alexandr Rukavišnikov.
- Pravoslavná katedrála Proměnění Páně (Preobraženskij sobor), má 62 metrů vysoké věže, byla dostavěna a otevřena v roce 2002.
- Památník budovatelům městaː brána se sochou sv. Mikuláše Divotvůrce
- Památník družby národů Ruska a Arménie (1999), kamenný obelisk s motivem kříže ve stylu středověké arménské památky.
- Budova kina Burevestnik (1954), jediná stylově výrazná stavba z první etapy výstavby přestěhovaného města, projektː architektka Zoja Osipovna Brodová (1907-1970).

## Osobnosti
- Gaia Gai (také Gaja Dmitrijevič Gaj) (1887 Tabríz-1935) - voják íránského původu, velitel Rudé armády; bojoval proti československým legiím, padl v rusko-polské válce; má zde pomník
- Darja Kasatkinová (* 1997) - ruská tenistka, zdejší rodačka

## Partnerská města
- Kazanlak, Bulharsko
- Wolfsburg, Německo
- Flint, Spojené státy americké
- Luo-jang, Čína
- Piacenza, Itálie
- Mingačevir, Ázerbájdžán

## Galerie

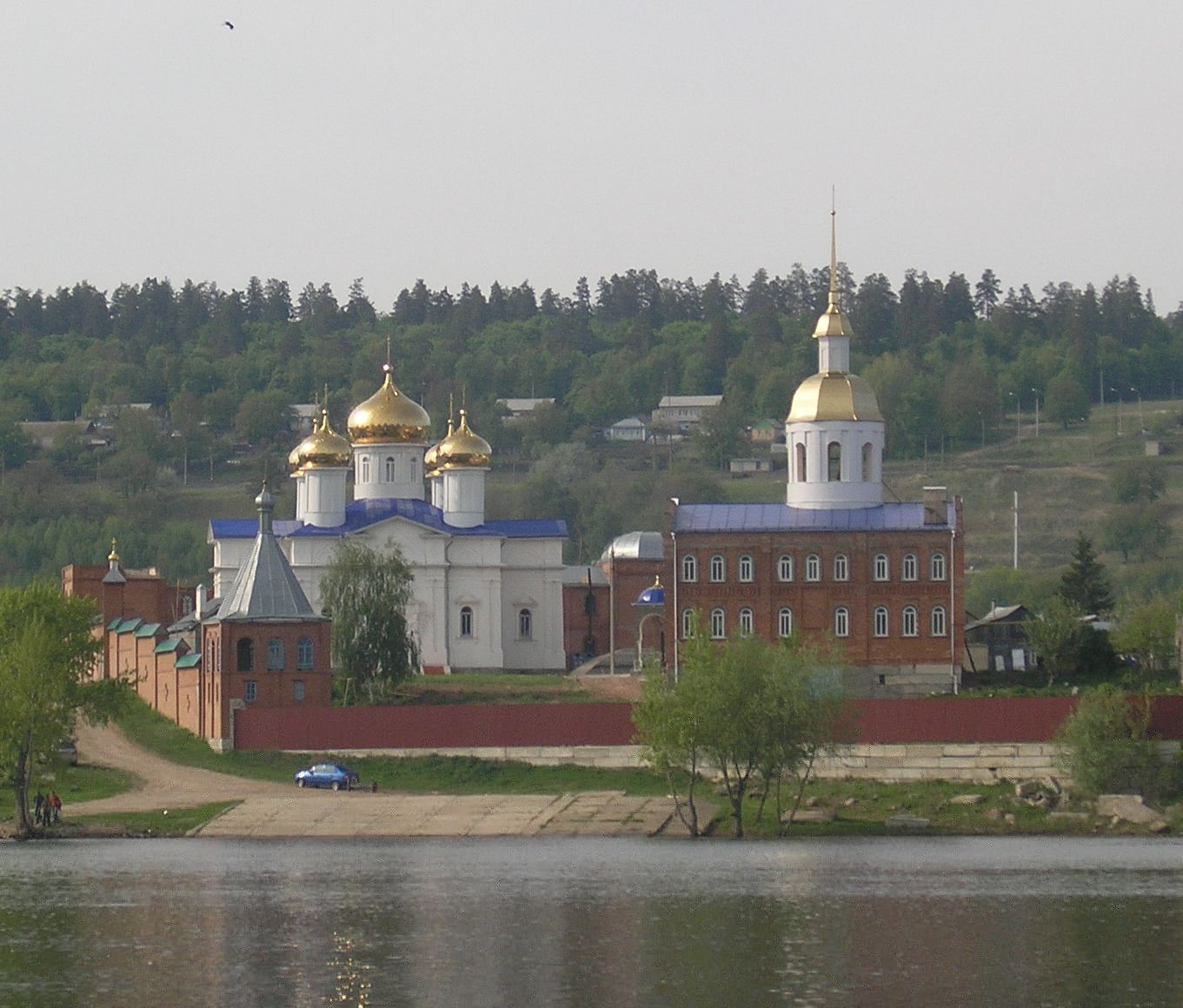
Klášter Blagoveščenskij
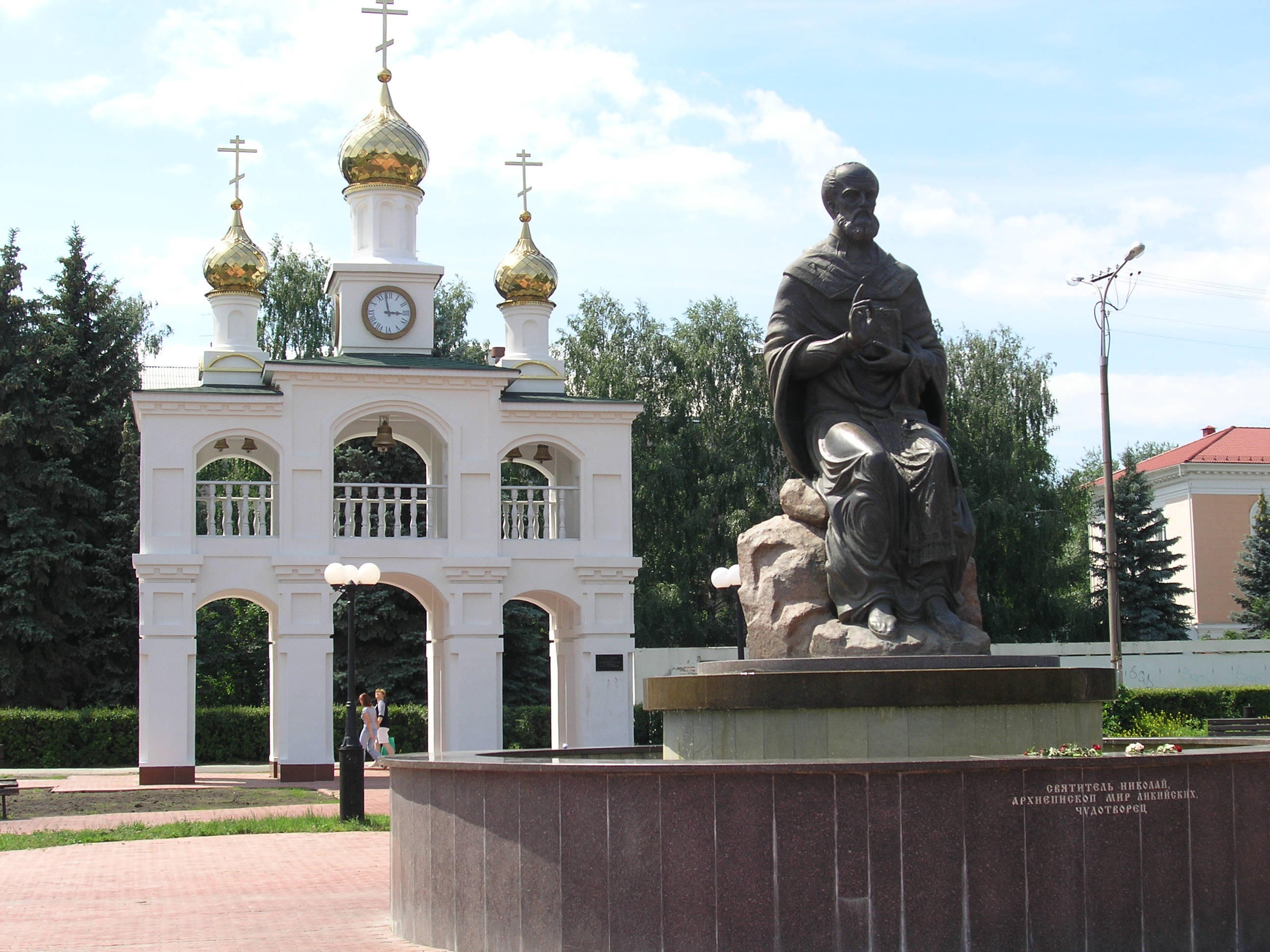
Památník budovatelům města
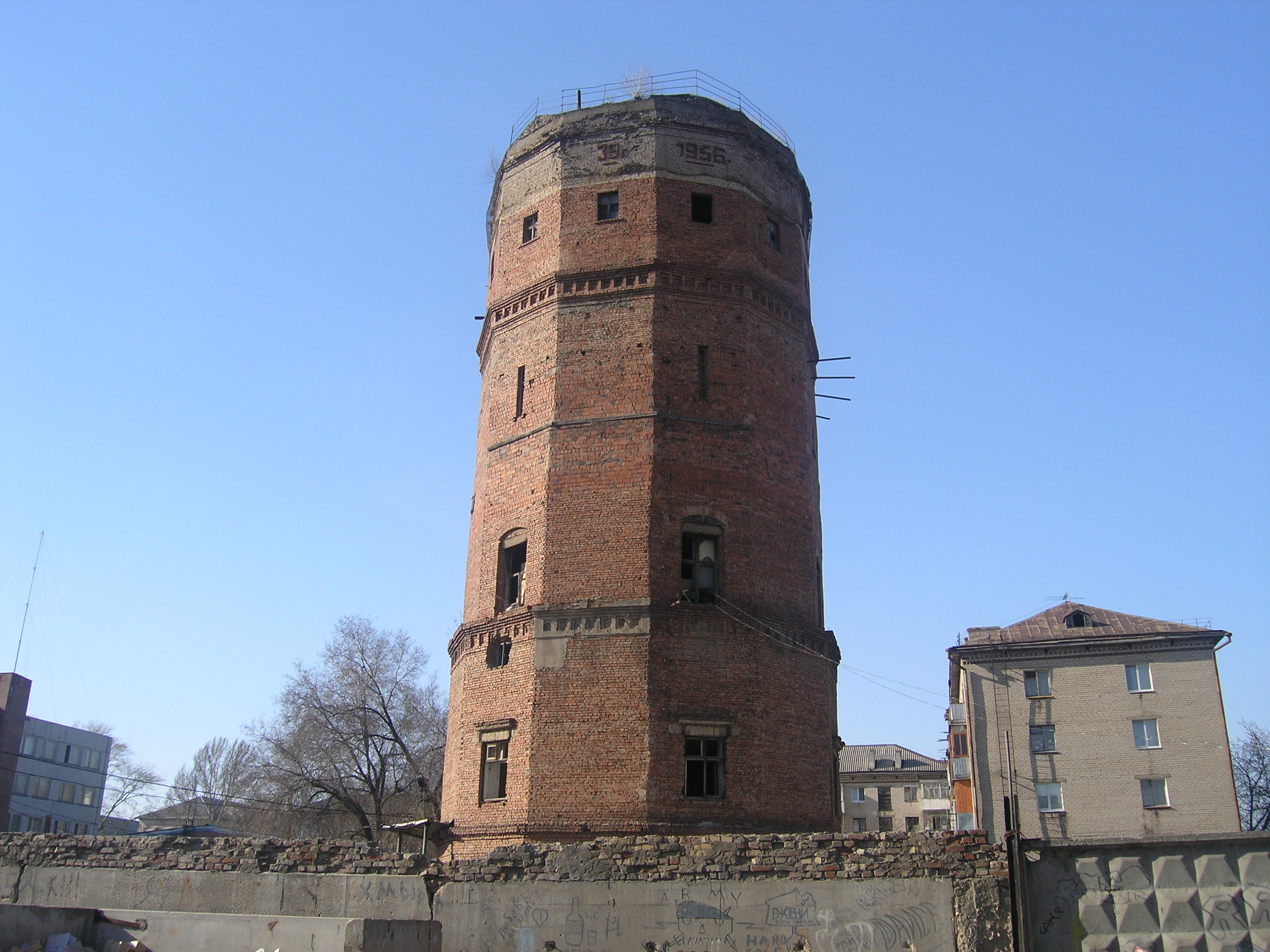
Věž vodárny
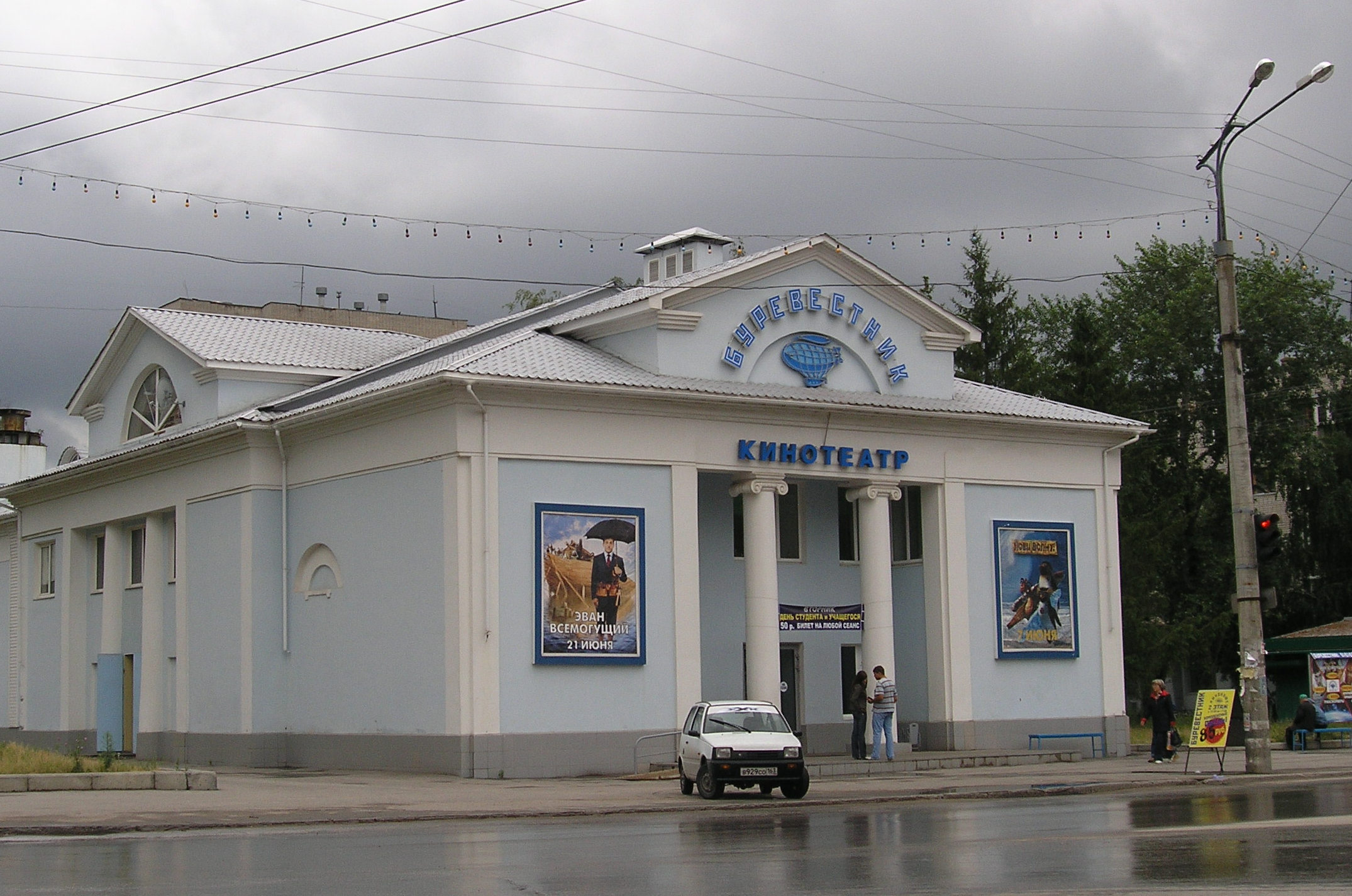
Budova kina Burevestnik